# كاسل بوينت (دائرة انتخابية في المملكة المتحدة)
كاسل بوينت (بالإنجليزية: Castle Point)‏ هي إحدى الدوائر الانتخابية في المملكة المتحدة الممثلة في مجلس العموم في برلمان المملكة المتحدة.
عضو البرلمان الذي يمثلها حالياً هو :Dr Bob Spink (Con).